# 41e Match des étoiles de la Ligue nationale de hockey
Match précédent Match suivant
Le 41e Match des étoiles de la Ligue nationale de hockey se déroule au Civic Arena à Pittsburgh en Pennsylvanie, patinoire des Penguins de Pittsburgh le 21 janvier 1990 voit la victoire des vedettes de l'association de Galles (Wales conference) sur l'association Campbell sur le score de 12 buts à 7.

## Histoire
Les Canadiens de Montréal devaient accueillir le 41e Match des étoiles de la LNH mais étant donné que la ville de Québec avait déjà accueilli une série entre l'équipe d'Union soviétique et les vedettes de la LNH (Rendez-Vous '87) et que les Penguins souhaitaient accueillir le match en 1993, il fut décidé d'intervertir les deux villes hôtes.
Les organisateurs de Pittsburgh du match décidèrent d'ajouter de nombreuses animations et firent le premier vrai week-end des Étoiles. Ainsi, un match entre des anciennes vedettes de la ligue eut lieu (The Heroes of Hockey) puis le premier concours d'habiletés créé par Paul Palmer. De plus, au lieu que le match eu lieu un mardi soir, il fut programmé au dimanche après-midi, ce qui permit à NBC de diffuser le match en direct et ainsi permettre à l'audience de découvrir Wayne Gretzky et Mario Lemieux.
De plus afin d'intéresser au maximum les spectateurs, les arbitres du match furent dotés de micro et NBC fut également autorisé à réaliser des interviews de joueurs durant les différentes coupures.

## The Heroes of Hockey
Le match des Heroes of Hockey (les héros du hockey) opposa les meilleurs anciennes gloires de chaque association. Ce fut la seule édition où une telle rencontre se déroula, puisqu'au cours des éditions suivantes, les anciens « locaux » sont opposés aux anciens joueurs sélectionnés pour les Matchs des étoiles.
Gordie Howe ne joua pas le match même s'il avait proposé à la ligue la même chose quelques années auparavant (voir 38e Match des étoiles) et s'était vu essuyer un refus.

## Concours d'habiletés
- Relais avec contrôle du palet : victoire de la conférence Campbell.
- Force de lancer : Al MacInnis vitesse était bien parti pour gagner avec 151 km/h mais Al Iafrate réussit à atteindre 154 km/h.
- Vitesse de lancer : cette épreuve devait normalement déterminer quel tireur était le plus rapide pour inscrire le plus de buts mais à la place, les spectateurs assistèrent à un festival d'arrêts de la part des deux gardiens de but de la conférence Wales : Daren Puppa et Patrick Roy.
- Vitesse de patinage : alors que Iafrate atteint la vitesse de 41,84 km/h, la surprise pour tous les fans des Penguins de la salle vint de la non-participation de Paul Coffey connu pour sa grande victoire. Mais même si Iafrate avait la frappe la plus lourde, ce fut Mike Gartner avec une pointe à 45,22 km/h qui remporta l'épreuve.
- Précision de lancer : Ray Bourque n'eut besoin que de sept tirs pour toucher les quatre cibles postées aux quatre coins du but.
- Relai de breakaway : Mario Lemieux ayant marqué deux fois de suite contre le gardien adverse et Joe Nieuwendyk ayant fait de même, Kirk McLean devait arrêter les deux tentatives de Rick Tocchet et de Stéphane Richer pour offrir la victoire à sa conférence. Dans une ambiance surchauffée par les talents qui évoluaient, McLean réussit l'exploit de bloquer consécutivement les quatre tentatives.

Finalement, l'association Campbell a remporté le concours d'habileté.

## Le Match des étoiles
Ce match brisa des records pour les Match des étoiles :
- le plus grand nombre de buts inscrits au total[1],
- le plus grand nombre de buts inscrits par une équipe,
- le plus grand nombre de buts inscrits sur une période.

Le grand moment attendu du match était la confrontation entre Mario Lemieux et Wayne Gretzky. Le capitaine des Penguins jouait à domicile et fut nommé meilleur joueur du match avec quatre buts inscrits, les trois premiers l'étant sur ses trois premiers tirs. À chaque fois, Gretzky était sur la glace.

### Feuille de match
| 21 janvier 1990 | Association Galles | 12-7 (7-2, 2-2, 3-3) | Association Campbell | 16 236 spectateurs |

| Feuille de match | Feuille de match | Feuille de match                                                                  | Feuille de match | Feuille de match                                   |
| ---------------- | --- | --------------------------------------------------------------------------------- | --- | -------------------------------------------------- |
|                  | Lemieux (Propp, Neely) — 21 s Andreychuk — 5 min 13 s Turgeon (Francis) — 9 min 22 s - Lemieux (Housley) — 13 min - Tocchet (Bourque, Muller) — 16 min 55 s Lemieux (Coffey) — 17 min 37 s Turgeon (Francis, Andreychuk) — 18 min 52 s Muller (Coffey, Sakic) — 28 min 47 s (IN) - Corson (LaFontaine) — 36 min 43 s Lemieux (Neely) — 41 min 7 s Neely (Sakic, Hatcher) — 51 min 20 s - - Muller (Tocchet) — 57 min 50 s - | 1-0 2-0 3-0 3-1 4-1 4-2 5-2 6-2 7-2 8-2 8-3 8-4 9-4 10-4 11-4 11-5 11-6 12-6 12-7 | - - Messier (Hull, Smail) — 11 min 1 s - Yzerman — 14 min 31 s - MacInnis (Lowe) — 29 min 3 s (SN) Mullen (Nicholls) — 33 min - Robitaille (Yzerman, Hull) — 55 min 9 s Robitaille (Hull, Yzerman) — 56 min 11 s - Smail (Mullen, Nieuwendyk) — 59 min 35 s | Arbitrage : Kerry Fraser Bob Hodges et Dan McCourt |
|                  | |                                                                                   | | Arbitrage : Kerry Fraser Bob Hodges et Dan McCourt |
| 4 min            | Pénalités | 4 min                                                                             | | Arbitrage : Kerry Fraser Bob Hodges et Dan McCourt |
| 45 (16-15-14)    | Tirs | 42 (9-11-22)                                                                      | | Arbitrage : Kerry Fraser Bob Hodges et Dan McCourt |

### Composition des équipes
| Entraîneur            | Pat Burns (Canadiens de Montréal) |
| Capitaine honorifique | Maurice Richard |
| Première ligne        | - 7 - D Paul Coffey (Penguins de Pittsburgh) - 8 - AD Cam Neely (Bruins de Boston) - 26 - AD Brian Propp (Flyers de Philadelphie) - 33 - G Patrick Roy (Canadiens de Montréal) - 66 - C Mario Lemieux (Penguins de Pittsburgh, Capitaine) - 77 - D Ray Bourque (Bruins de Boston) |
| Autres joueurs        | - 31 - G Daren Puppa (Sabres de Buffalo) - 2 - D Brian Leetch (Rangers de New York) - 4 - D Kevin Hatcher (Capitals de Washington) - 6 - D Phil Housley (Sabres de Buffalo) - 24 - D Chris Chelios (Canadiens de Montréal) - 9 - C Kirk Muller (Devils du New Jersey) - 10 - C Ron Francis (Whalers de Hartford) - 16 - C Pat LaFontaine (Islanders de New York) - 17 - C Pierre Turgeon (Sabres de Buffalo) - 19 - C Joe Sakic (Nordiques de Québec) - 22 - AD Rick Tocchet (Flyers de Philadelphie) - 25 - AG Dave Andreychuk (Sabres de Buffalo) - 27 - C Shayne Corson (Canadiens de Montréal) - 44 - AD Stéphane Richer (Canadiens de Montréal) |

| Entraîneur            | Terry Crisp (Flames de Calgary) |
| Capitaine honorifique | Alex Delvecchio |
| Première ligne        | - 2 - D Al MacInnis (Flames de Calgary) - 4 - D Kevin Lowe (Oilers d'Edmonton) - 16 - AD Brett Hull (Blues de Saint-Louis) - 20 - AG Luc Robitaille (Kings de Los Angeles) - 30 - G Mike Vernon (Flames de Calgary) - 99 - C Wayne Gretzky (Kings de Los Angeles, Capitaine) - 1 - G Kirk McLean (Canucks de Vancouver) - 14 - D Paul Cavallini (Blues de Saint-Louis) - 24 - D Doug Wilson (Blackhawks de Chicago) - 28 - D Steve Duchesne (Kings de Los Angeles) - 33 - D Al Iafrate (Maple Leafs de Toronto) - 7 - AD Joe Mullen (Flames de Calgary) - 9 - C Bernie Nicholls (Kings de Los Angeles) - 11 - C Mark Messier (Oilers d'Edmonton) - 12 - AD Mike Gartner (North Stars du Minnesota) - 17 - AD Jari Kurri (Oilers d'Edmonton) - 19 - C Steve Yzerman (Red Wings de Détroit) - 25 - AG Doug Smail (Jets de Winnipeg) - 26 - C Joe Nieuwendyk (Flames de Calgary) - 27 - AD Steve Larmer (Blackhawks de Chicago) |

- Meilleur joueur du match : Mario Lemieux

### Remarques
- Bernie Nicholls fut échangé des Kings de Los Angeles aux Rangers de New York, avant le match, mais joua tout de même le match avec l'équipe de l'association Campbell.
- Denis Savard et Thomas Steen furent sélectionnés pour jouer mais ne participèrent pas pour autant.
- Ce fut le premier match de la LNH, toute compétition confondue, à être diffusée à la télévision américaine depuis le match no 6 des séries de saison 1979-1980 de la LNH.